# Gunstar Heroes
Gunstar Heroes is een computerspel ontwikkeld door Treasure en uitgegeven door Sega voor de Mega Drive. Het run and gun-spel is uitgekomen in Japan op 10 september 1993.

## Spel
Het verhaal draait om twee hoofdpersonen, de Gunstars, die in hun poging een kwaadaardige groepering moet stoppen om vier krachtige edelstenen te bemachtigen.
In het spel neemt men de besturing over Gunstar Red of Gunstar Blue. Er zijn in totaal zeven levels, waarvan de eerste vier in willekeurige volgorde gespeeld kan worden. De levels spelen doorgaans van links naar rechts af, maar er zijn ook gedeeltes in een mijnkar, helikopter en tijdens een bordspel.

## Ontvangst
| Recensiescore             | Recensiescore |
| Publicist                 | Score         |
| ------------------------- | ------------- |
| Computer and Video Games  | 92%           |
| Electronic Gaming Monthly | 9             |
| Famitsu                   | 29/40         |
| Mean Machines             | 93%           |
| Sega Magazine             | 94%           |

Gunstar Heroes is het debuutspel van Treasure. Men prees in recensies de chaotische actie en hoge intensiteit van het spel. Ook was men positief over het grafische uiterlijk, levelontwerp en de besturing. Het is in diverse publicaties beschreven als een van de beste spellen ooit.
Het spel werd opnieuw uitgebracht voor onder meer de Game Gear en Nintendo 3DS, en kreeg een vervolg voor de Game Boy Advance onder de titel Gunstar Super Heroes.

## Trivia
- Het spel is opgenomen in het boek 1001 Video Games You Must Play Before You Die van Tony Mott.